# Champvent
Champvent ist eine politische Gemeinde im Bezirk Jura-Nord vaudois des Kantons Waadt in der Schweiz.

## Geographie

Luftbild (1949)

Champvent liegt auf 530 m ü. M., 5 km westlich der Bezirkshauptstadt Yverdon-les-Bains (Luftlinie). Das Haufendorf erstreckt sich am Rand des Jurafussplateaus, über der Talniederung des Bey und der Orbeebene, gegenüber dem Mont de Chamblon, im nördlichen Waadtländer Mittelland.
Die Fläche des vor der Eingemeindung von Essert und Villars 6,9 km² grossen Gemeindegebiets umfasst einen Abschnitt des Jurafussplateaus. Zentraler Teil des Gebiets ist die Hochfläche von Champvent (im Montilier 547 m ü. M.), die im Norden vom Tälchen der Brine, im Süden von der Talniederung des Bey begrenzt wird. Nach Süden erstreckt sich der Gemeindeboden über den Bey bis an den Fuss des Mont de Chamblon, nach Südwesten in das Tal des Mujon. Im Nordwesten gehört der untere Hang des Höhenrückens Pipechat zu Champvent. Hier wird mit 590 m ü. M. der höchste Punkt der Gemeinde erreicht. Im Nordosten befindet sich jenseits des Baches Brine die frühere Exklave Mornens, die eine Rodungsinsel und einen Teil des umliegenden Waldgebietes umfasst. Seit der Eingemeindung von Essert-sous-Champvent ist die frühere Exklave mit dem Gemeindegebiet verbunden. Von der Gemeindefläche entfielen 1997 4 Prozent auf Siedlungen, 25 Prozent auf Wald und Gehölze, 70 Prozent auf Landwirtschaft und etwas weniger als 1 Prozent war unproduktives Land.
Zu Champvent gehören die Hofsiedlungen Grange Neuve  (446 m ü. M.) im Tal des Bey unterhalb des Dorfes und Saint-Christophe (545 m ü. M.) am Rand des Jurafussplateaus über dem Tal des Mujon sowie einige Einzelhöfe und seit dem 1. Januar 2012 die früheren Gemeinden Essert-sous-Champvent und Villars-sous-Champvent. Nachbargemeinden von Champvent sind Suscévaz, Mathod, Rances, Baulmes, Vuiteboeuf, Orges, Valeyres-sous-Montagny, Montagny-près-Yverdon und Chamblon.

## Bevölkerung
Mit 730 Einwohnern (Stand 31. Dezember 2023) gehört Champvent zu den kleinen Gemeinden des Kantons Waadt. Von den Bewohnern sind 94,0 % französischsprachig, 3,0 % deutschsprachig und 1,3 % spanischsprachig (Stand 2000). Die Bevölkerungszahl von Champvent belief sich 1850 auf 431 Einwohner, 1900 auf 416 Einwohner. Nachdem die Bevölkerung bis 1970 auf 264 Personen abgenommen hatte, wurde seither wieder eine leichte Bevölkerungszunahme verzeichnet.

## Wirtschaft
Champvent war bis in die zweite Hälfte des 20. Jahrhunderts ein vorwiegend durch die Landwirtschaft geprägtes Dorf. Noch heute hat der Ackerbau eine wichtige Bedeutung in der Erwerbsstruktur der Bevölkerung. An den Südhängen des Jurafussplateaus unterhalb des Dorfes gibt es einige Weinbaugebiete. Weitere Arbeitsplätze sind im lokalen Kleingewerbe und im Dienstleistungssektor vorhanden. In den letzten Jahrzehnten hat sich Champvent dank seiner attraktiven Lage zu einer Wohngemeinde entwickelt. Zahlreiche Erwerbstätige sind deshalb Wegpendler, die vor allem in Yverdon arbeiten.

## Verkehr
Die Gemeinde liegt abseits der grösseren Durchgangsstrassen, ist aber von Yverdon leicht erreichbar. Die Autobahnanschlüsse Yverdon-Ouest an der 1984 eröffneten A5 (Yverdon-Grandson) und Orbe an der 1989 eröffneten A9 sind jeweils rund 5 km vom Ortskern entfernt. Durch einen Postautokurs ist Champvent mit dem Bahnhof Essert-sous-Champvent an der Schmalspurlinie Yverdon—Sainte-Croix verbunden und damit an das Netz des öffentlichen Verkehrs angeschlossen.

## Geschichte
Die erste urkundliche Erwähnung des Ortes erfolgte 1011 unter dem Namen Canvent. Später erschienen zahlreiche weitere Bezeichnungen: Canventum (1012), Chaventum (1049), Chanvent (1224), Chanvenz (1237), Chanvens (1260), Chanventz (1275), Chanvant und erstmals Champvent (1315) sowie Champvenz (1347).
Champvent bildete seit dem 11. Jahrhundert eine Herrschaft, die den Herren von Grandson unterstand. Durch eine Erbteilung kam Champvent im 13. Jahrhundert an einen Seitenzweig der Herren von Grandson-La Sarraz. Die neuen Herren nannten sich seit dieser Zeit de Champvent, und ihre Herrschaft bestand fortan unabhängig von der Herrschaft Grandson. Diese erstreckte sich von der Orbeebene bei Suscévaz nordwärts über das Jurafussplateau bis nach Sainte-Croix. Kurz nach 1300 spalteten sich La Mothe und 1317 auch Sainte-Croix mit Bullet von der Herrschaft Champvent ab. Die gleichnamige Siedlung nördlich des Schlosses wurde vermutlich im 13. Jahrhundert von den Herren von Champvent gegründet.
Nachdem das Geschlecht der Herren von Champvent erlosch, kam die Herrschaft 1336 an die Grafen von Neuenburg, 1373 an Marguerite de Vufflens und nach ihrer Heirat an die burgundische Familie de Vergy. Weil der Schlossherr Verbindungen zu Herzog Karl dem Kühnen unterhielt, brannten die Eidgenossen das Schloss 1475 nieder. Nach der Eroberung der Waadt durch Bern im Jahr 1536 gehörte die Herrschaft Champvent zur Landvogtei Yverdon. Von 1611 bis 1731 gehörte die Herrschaft der Familie von Diesbach, danach wurde Johann Rudolf Tillier durch Heirat Herr zu Champvent. Schloss und Grundbesitz blieben bis zu ihrem Aussterben 1940 im Besitz der letzten Besitzerfamilie. Nach dem Zusammenbruch des Ancien Régime gehörte das Dorf von 1798 bis 1803 während der Helvetik zum Kanton Léman, der anschliessend mit der Inkraftsetzung der Mediationsverfassung im Kanton Waadt aufging. 1798 wurde es dem Bezirk Yverdon zugeteilt. Der vorher zu Mathod gehörige Weiler Saint-Christophe wurde 1811 der Gemeinde Champvent zugeschlagen. Mit Wirkung auf den 1. Januar 2012 wurden die früher selbständigen Gemeinden Essert-sous-Champvent und Villars-sous-Champvent nach Champvent eingemeindet. Die neue Gemeinde erhielt damit ein neues Wappen.

Das alte Wappen von Champvent

## Sehenswürdigkeiten

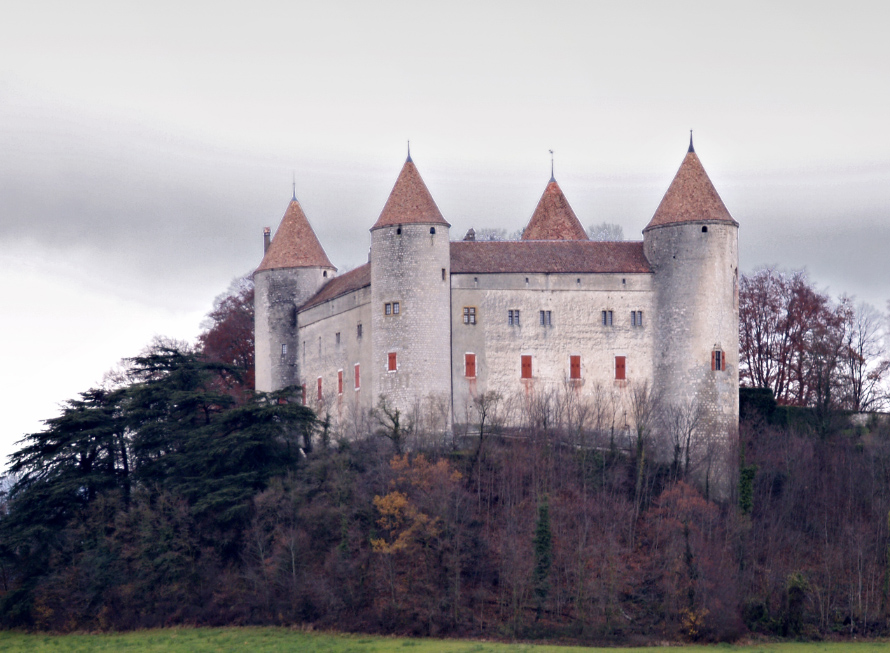
Schloss von Champvent

Die Pfarrkirche Notre-Dame wurde 1693 an der Stelle eines mittelalterlichen Vorgängerbaus neu errichtet, der Frontturm stammt von 1890 und das Pfarrhaus von 1682. Im Ortskern sind einige charakteristische Acker- und Weinbauernhäuser aus dem 17. bis 19. Jahrhundert erhalten.
Das heutige Schloss, ein hervorragendes Beispiel des Carré savoyard (Viereckgrundriss), stammt aus der zweiten Hälfte des 13. Jahrhunderts. Es befindet sich auf einem Bergsporn südlich des Dorfes, über der Orbeebene. Vier ungleich grosse runde Ecktürme flankieren das Schloss. Der grösste davon diente früher als Bergfried, wurde aber im 18. Jahrhundert um 15 Meter verkürzt und höhenmässig den anderen drei Türmen angeglichen. Ansonsten behielt das Schloss weitgehend seine ursprüngliche Gestalt. Bemerkenswert ist auch die gotische Schlosskapelle. Noch heute befindet sich das Schloss Champvent in Privatbesitz und ist deshalb der Öffentlichkeit nicht zugänglich.

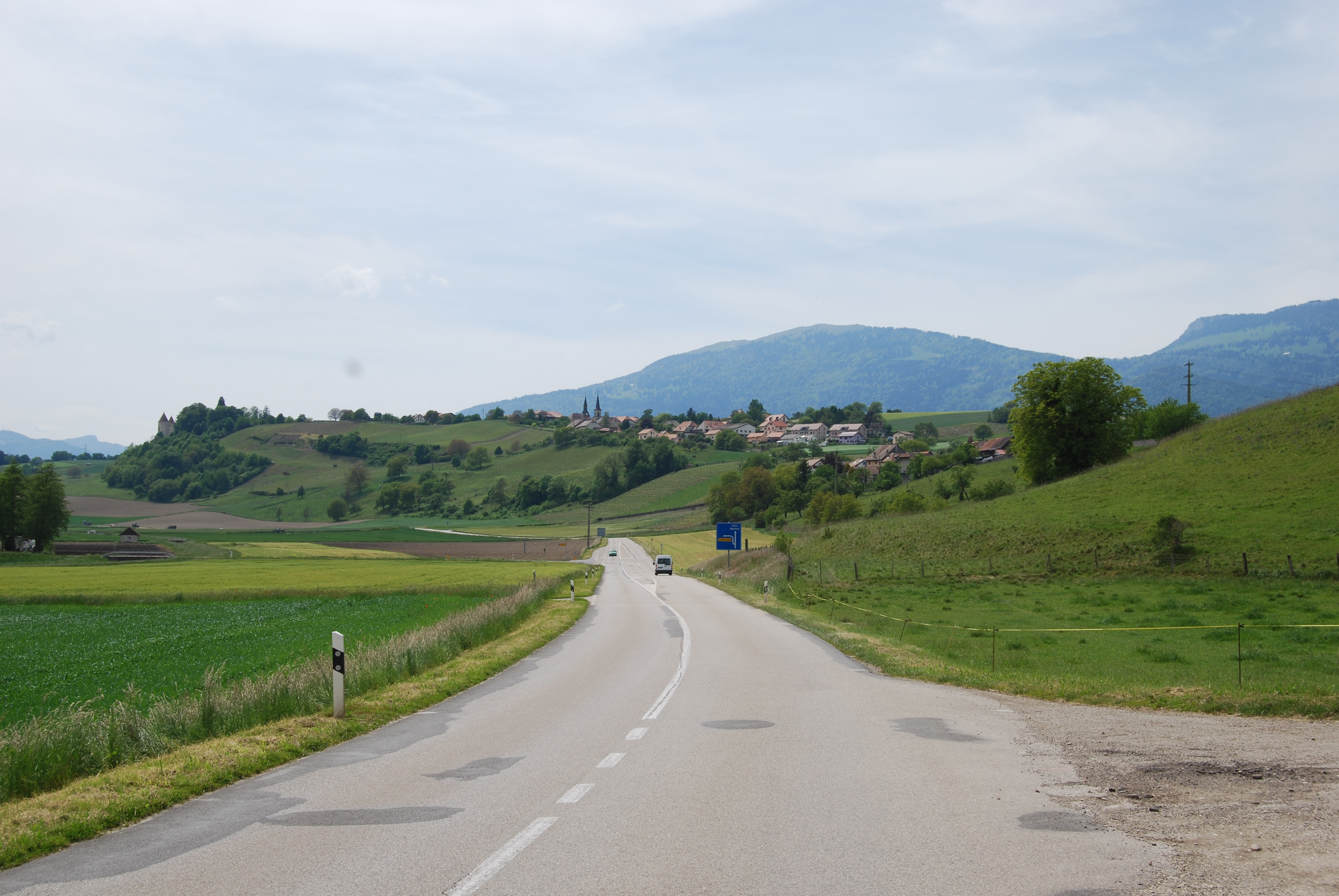
Panoramaansicht von Champvent
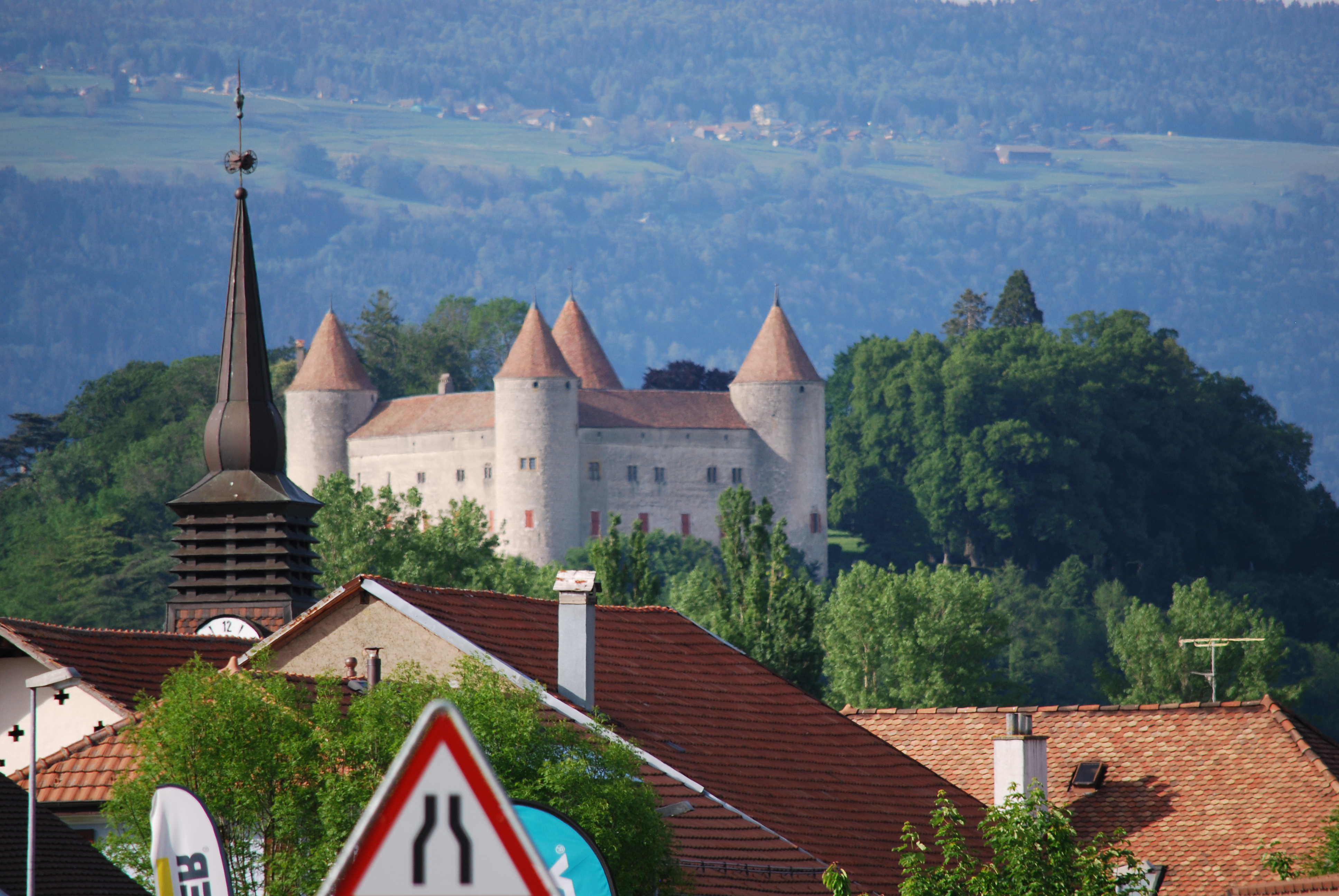
Blick von Mathod auf das Schloss Champvent
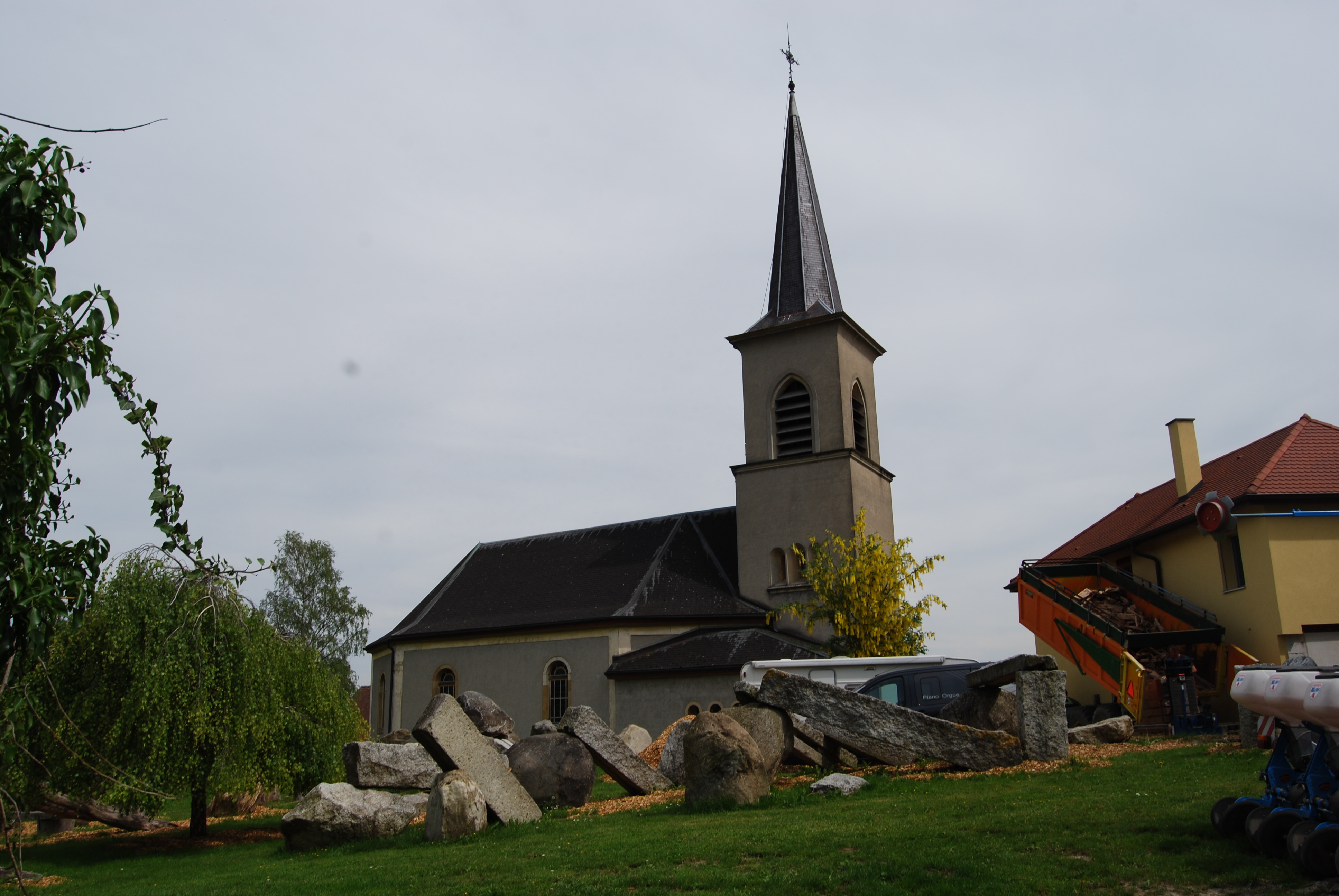
Pfarrkirche Notre Dame
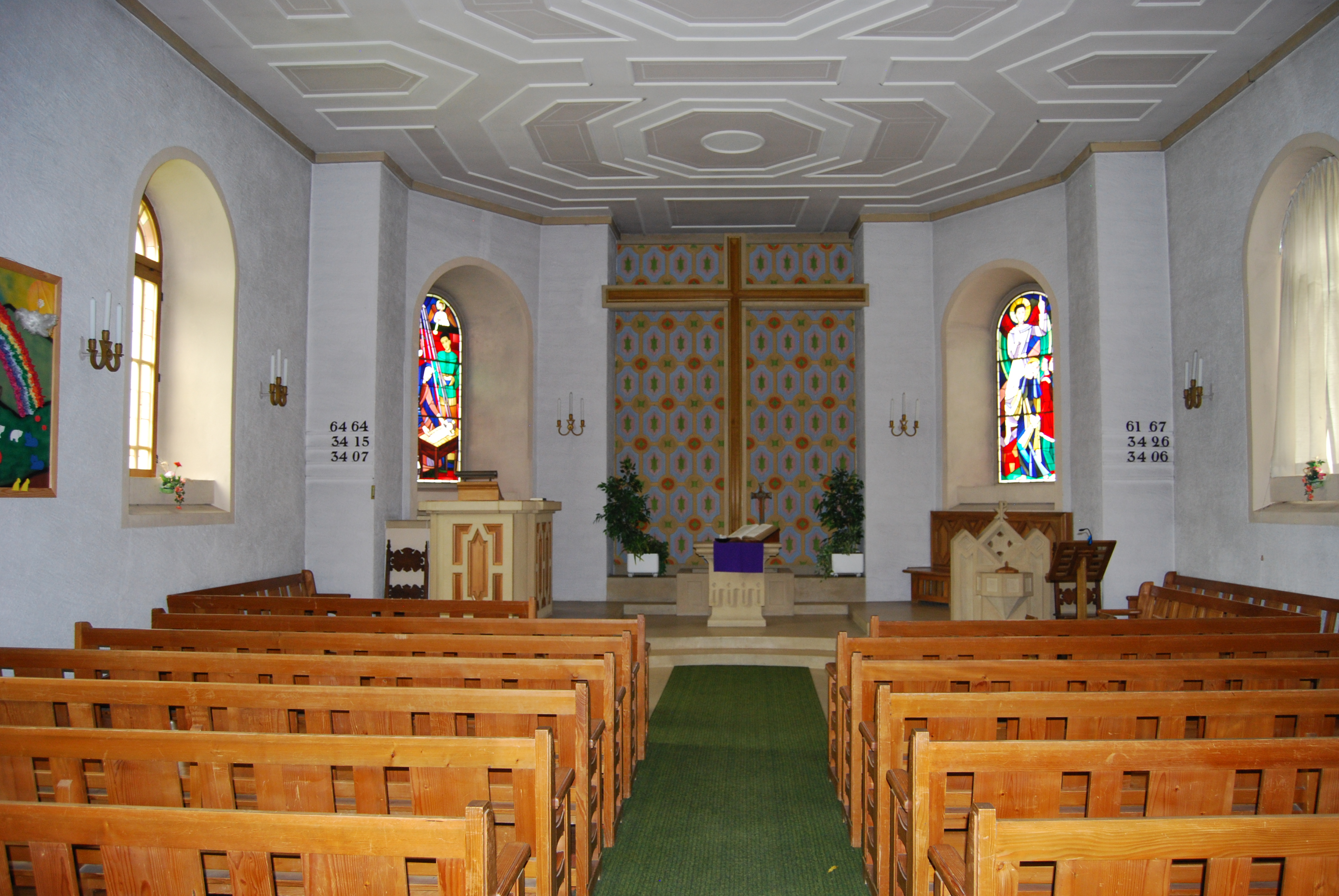
Innenansicht der Kirche
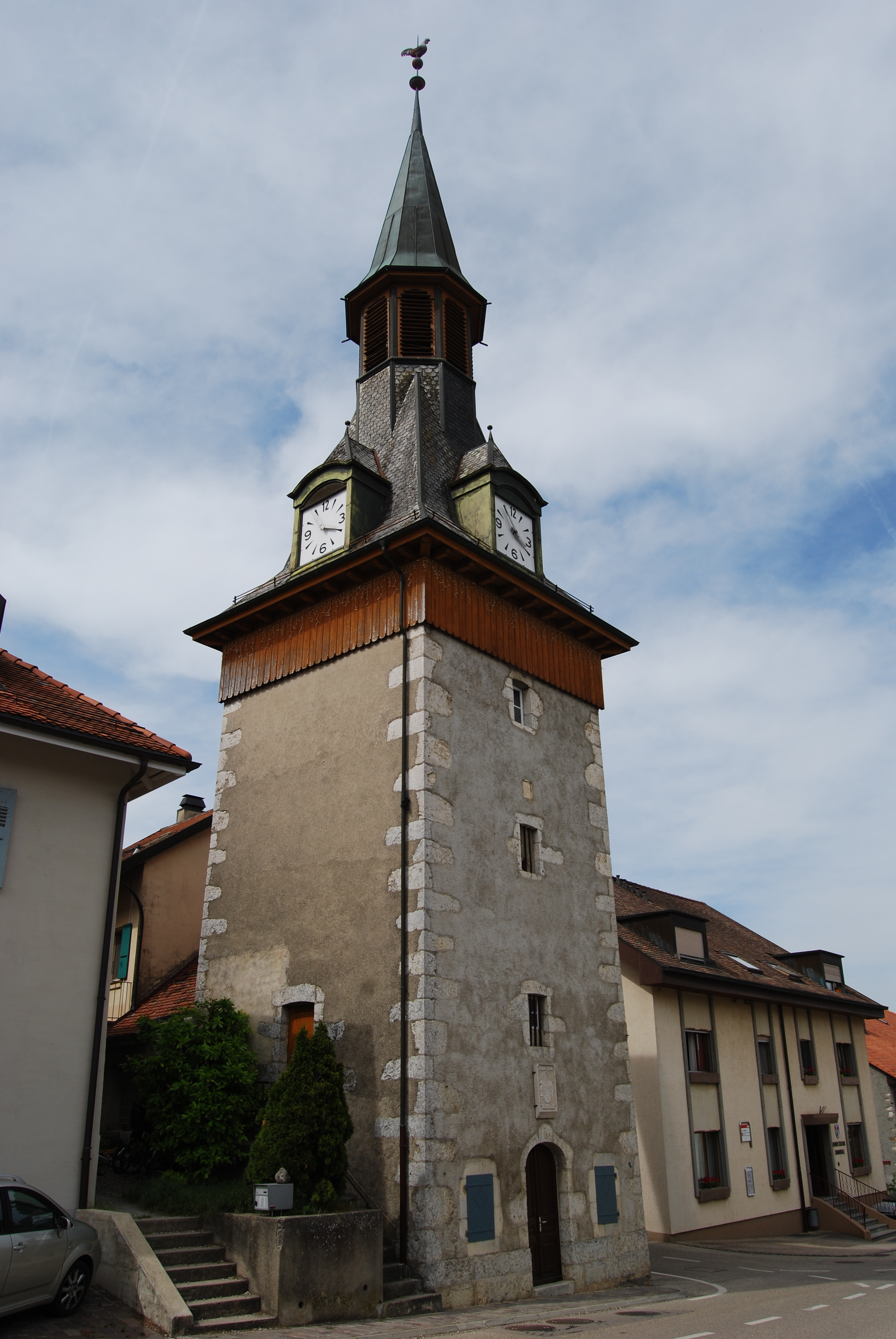
Fronturm im Zentrum des Städtchens
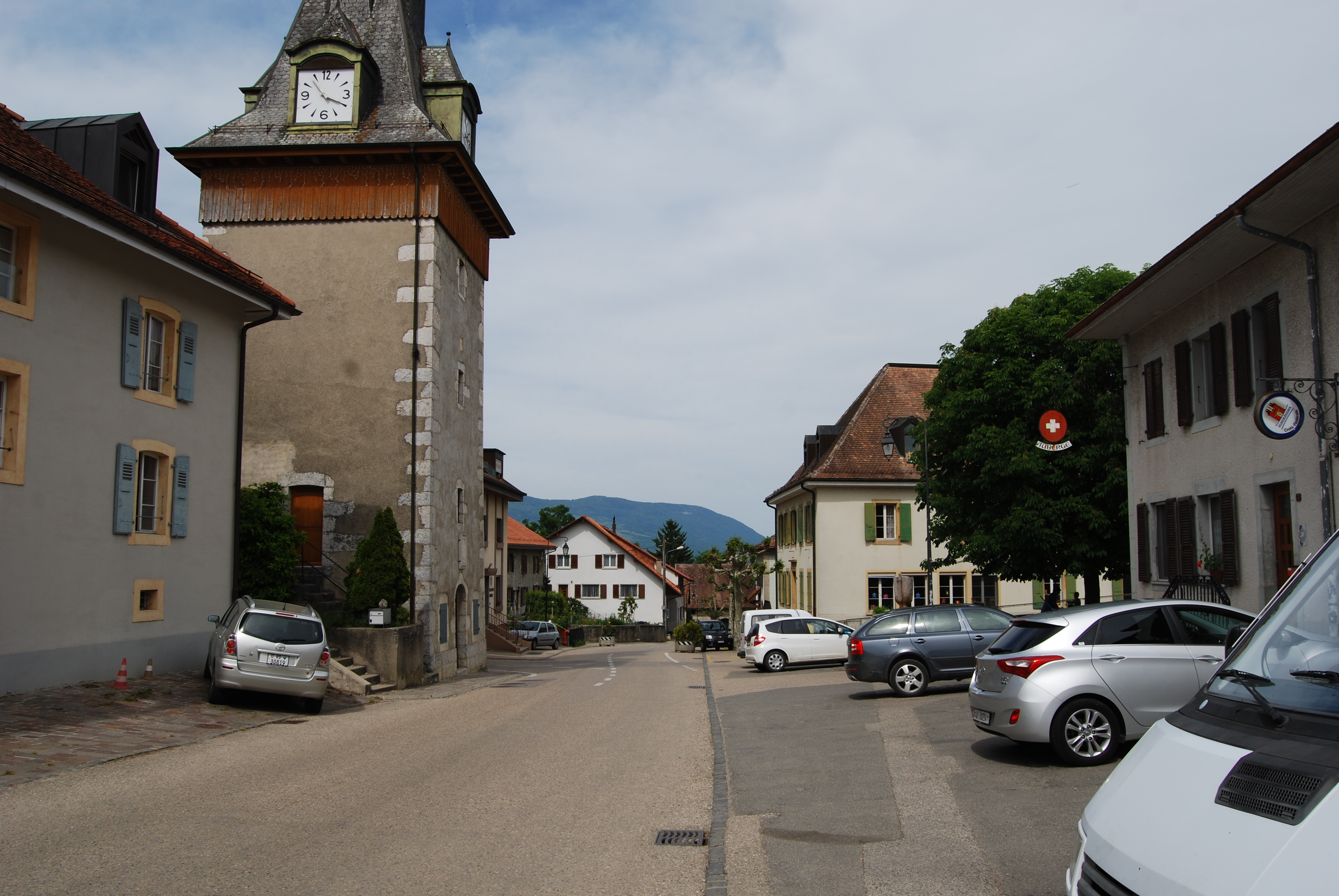
Das Städtchen
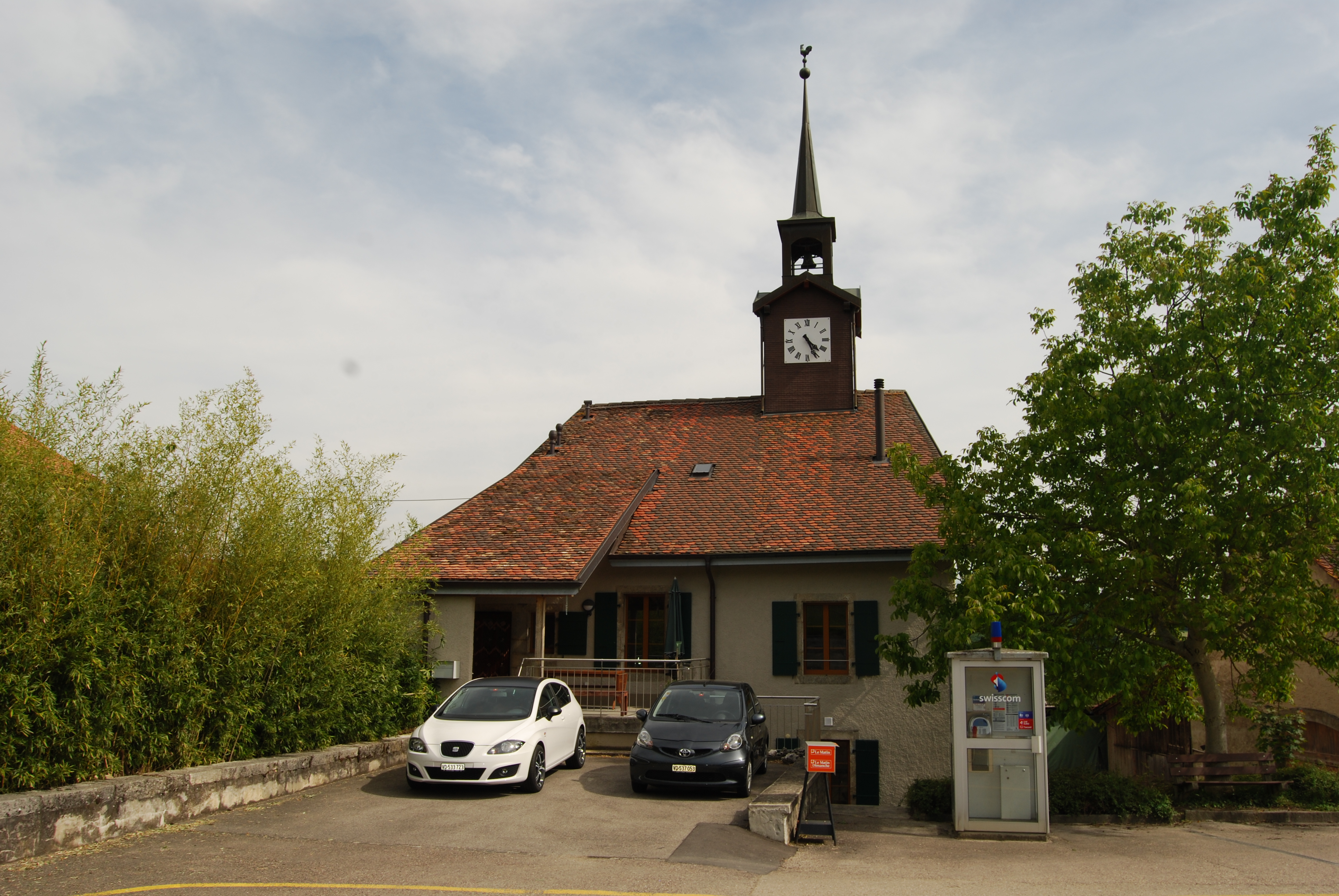
Schulhaus Essert-sous-Champvent
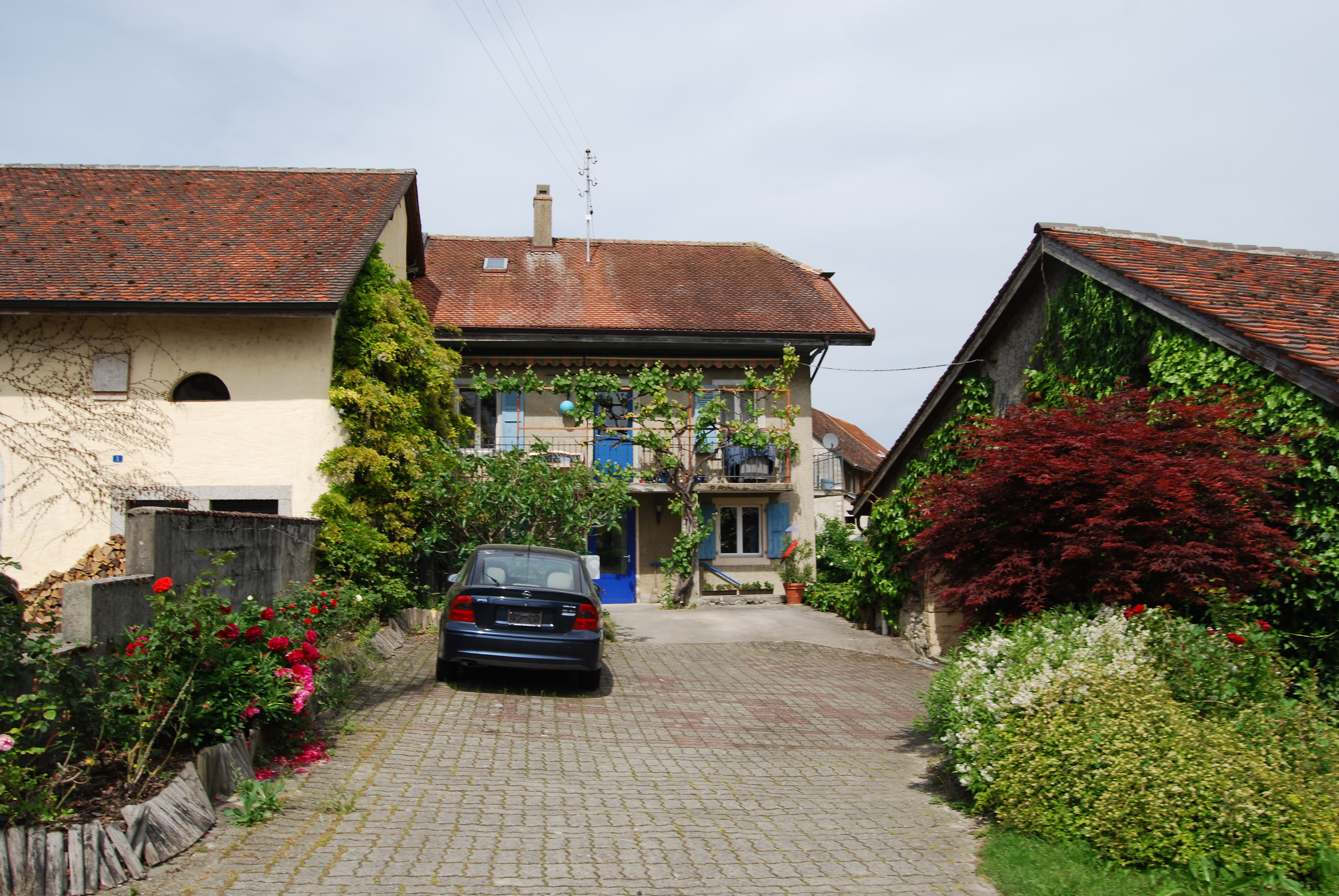
Villars-sous-Champvent